# Mehdi Mammadov
Mehdi Mammadov (en azeri: Mehdi Əsədulla oğlu Məmmədov, né en 1918 à Choucha et mort en 1985 à Bakou) est un acteur, metteur en scène de théâtre azerbaidjanais.

## Biographie
Mehdi Mammadov est diplômé du Collège théâtral de Bakou en 1936 et plus tard de GITIS en 1941. Il  travaille à Kirovabad (Gandja) en tant que metteur en scène au Théâtre dramatique En 1960-1963 il est directeur en chef au Théâtre dramatique d'Azerbaïdjan M. Azizbekov, en 1956-1960 il est nommé directeur général du Théâtre d'opéra et de ballet d'Azerbaïdjan M.F. Akhundov. M. Mammadov est l’auteur d'ouvrages sur la théorie et l'esthétique de l'art. Depuis 1946, il enseigne à l'Institut du Théâtre d'Azerbaïdjan (Professeur depuis 1960), en 1963-70 il enseigne à l'Université d'Azerbaïdjan. 

## Mises en scène
- Dj. DjabbarliLa mariée du feu (1942)
- W.ShakespeareDouzième nuit (1946)
- A.FadeevJeune garde (1948) et beaucoup d’autres.

Il a également mis en scène des opéras:
- F.Amirov Sevil (1953)
- Deliba Lakme(1957)
- U.Hadjibeyov Leyli et Madjnoun(1976)
- S.Vurghun Vaguif

et d'autres. 

## Travaux littéraires
- Problèmes esthétiques du drame azerbaïdjanais
- Pensée théâtrale
- Théâtres. Acteurs. Performances
- Huseyn Arablinsky
- Son étoile créative
- Théâtre académique de Moscou
- Alexandre Tuganov (en russe)
- Diriger l'art
- Sabit Rahman.

## Ses traductions
- K.S. Stanislavskye Le travail d'un acteur sur lui-même
- M. Gorky Les bourgeois, Résidents d'été
- F. Schiller Les voleurs
- V. Hugo Mary Tudor[3].